# Улав, сын Аудуна из Хествикена
«Улав, сын Аудуна из Хествикена» (норв. Olav Audunssøn i Hestviken) — цикл исторических романов (дилогия или тетралогия) норвежской писательницы Сигрид Унсет, опубликованный в 1925—1927 годах. Его действие происходит в Норвегии в конце XIII века. За этот цикл и за трилогию «Кристин, дочь Лавранса» Унсет получила Нобелевскую премию по литературе 1928 года. «Улав» считается одним из лучших произведений писательницы и всей норвежской литературы.

## Сюжет
Действие романа начинается в Норвегии в 1280-х годах. Это период малолетства короля Эйрика II Магнуссона, за которого правила крупная знать, пытавшаяся ограничить влияние церкви и Ганзейского союза. Герои цикла — вымышленные персонажи, жизнь которых проходит на фоне масштабных исторических событий. В центре повествования трагическая история любви Улава сына Аудуна и Ингунн. Улав тайно убивает любовника своей невесты и всю оставшуюся жизнь вынужден жить с этим грехом, который отравляет его, как яд.

## Создание и публикация
В 1902 году у 20-летней Сигрид Унсет появился план романа «Оге, сын Нильса из Ульвхольма». Действие книги должно было происходить в Дании в XIII веке, причём писательница планировала не исторический роман, а полностью вымышленную историю. «Это… длинное тканьё, чуть мрачное, …но я сама более или менее довольна остовом книги, — рассказывает Унсет в письме. — А вот как её написать!». В 1904 году она закончила работу над романом, но издатель Петер Нансен отверг рукопись со словами «Никогда больше не беритесь за исторические романы. Писать их вы не сможете».
В 1925 году Унсет, жившая тогда в Лиллехаммере и только что перенёсшая развод с мужем, вернулась к роману. К тому моменту она была опытной писательницей, автором не только ряда психологических романов о современной ей действительности, но и исторической трилогии «Кристин, дочь Лавранса», имевшей огромный успех у критиков и рядовых читателей. Унсет перенесла действие «Оге» в Норвегию той же эпохи, изменила имена и отдельные сюжетные ходы, углубила психологические характеристики персонажей. Роман стал историческим: в нём не появляются известные из источников деятели эпохи, но при этом повествование включает достаточно точное описание повседневной жизни и психологии людей Средневековья. В ходе работы писательница использовала норвежские народные песни, королевские и родовые саги, источники, рассказывающие о других европейских странах.
«Улав» публикуется либо как дилогия («Улав, сын Аудуна из Хествикена» и «Улав, сын Аудуна, и его дети») либо как тетралогия («Топор», «Змеиная яма», «В пустыне» и «Сын-мститель»).

## Оценки
Литературоведы констатируют, что в «Улаве, сыне Аудуна» Унсет продемонстрировала талант этнографа. Эпичность повествования, обилие генеалогических подробностей и деталей повседневной жизни сближает этот романный цикл с исландскими сагами, так что можно говорить о непосредственном влиянии на Унсет Снорри Стурлусона. Явное влияние на писательницу оказал и Вальтер Скотт, который тоже описывал в романной форме переломные моменты в истории своей страны. В целом романы написаны в духе неоромантизма, с реалистичностью деталей соседствуют глубокий психологизм, постановка важных нравственных проблем.
За «Улава» и за трилогию «Кристин, дочь Лавранса» Унсет получила Нобелевскую премию по литературе 1928 года (официальная формулировка — «За запоминающееся описание скандинавского средневековья»). Этот цикл считается одним из лучших произведений писательницы и всей норвежской литературы.